# 長岡俊輔
長岡 俊輔（ながおかしゅんすけ、1980年11月7日 - 2015年7月31日）は、岩手県岩手町出身の男子フィールドホッケー選手である。身長175cm、体重69kg。名古屋フラーテル所属。ポジションはGK。

## 来歴
不来方高等学校から法政大学を経て表示灯ホッケーチーム（現名古屋フラーテル）に入団。

## 代表歴
- 国際キャップ数　40cap（2010年現在）

## 個人タイトル
- 日本リーグベストイレブン：1回（2010年）